# Synoicum prunum
Synoicum prunum är en sjöpungsart som först beskrevs av William Abbott Herdman 1899.  Synoicum prunum ingår i släktet Synoicum och familjen klumpsjöpungar. Inga underarter finns listade i Catalogue of Life.